# 17º Jamboree mondiale dello scautismo
Il 17º Jamboree mondiale dello scautismo si è svolto a Mt. Sorak National Park nella Corea del Sud dall'8 al 16 agosto 1991. Hanno partecipato a questo evento circa 20000 scout e 135 nazioni fra le quali Bulgaria, Bielorussia, Estonia, Lettonia, Lituania, Polonia, Romania, Russia, Ucraina e Jugoslavia dove lo scautismo stava ripartendo dopo la dissoluzione dell'URSS.